# Jerry Lynn

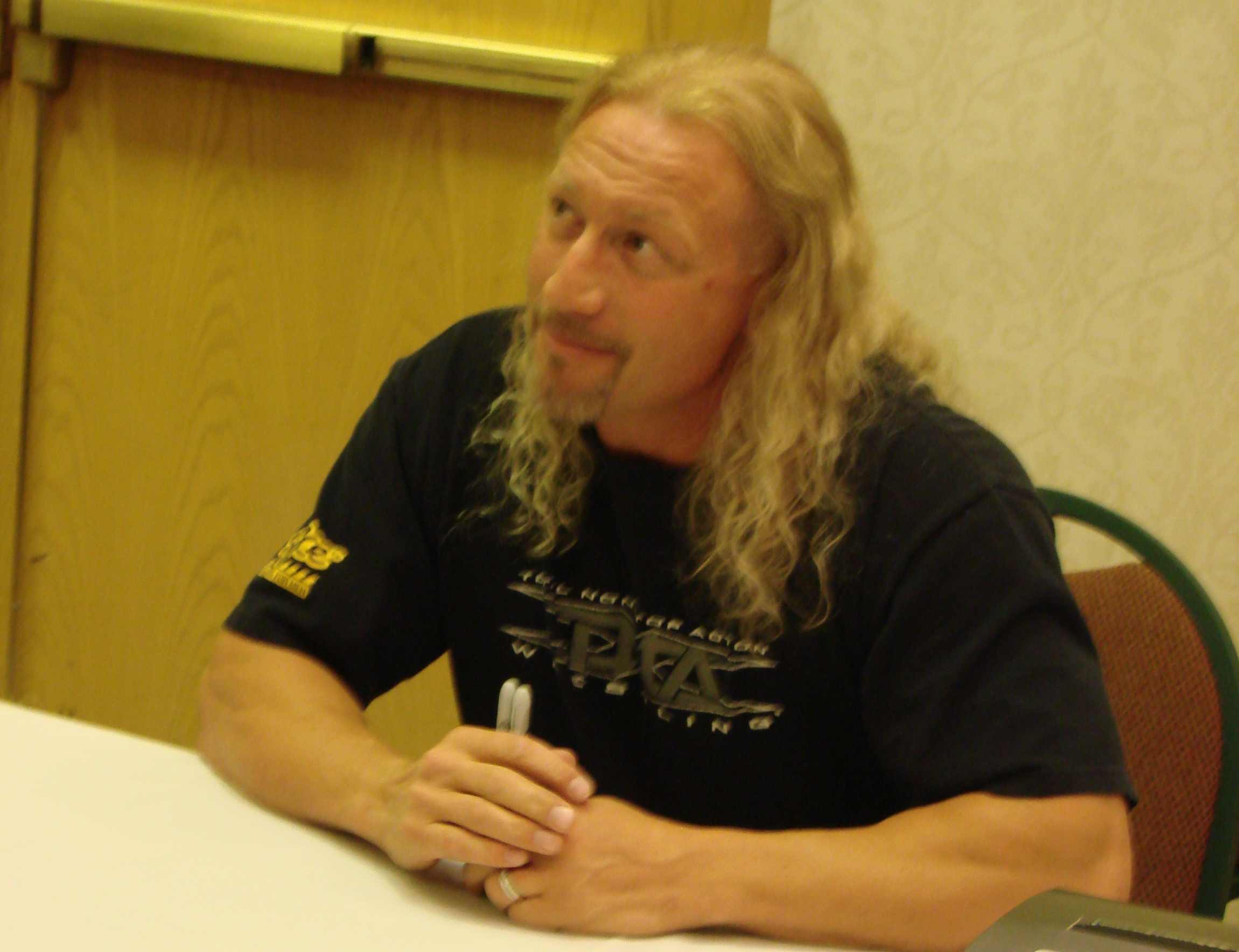

Jeremy "Jerry" Lynn (n. 12 iunie 1963) este un fost wrestler american care a lucrat pentru promoții ca World Championship Wrestling (WCW), Extreme Championship Wrestling (ECW), World Wrestling Federation (WWF), Total Nonstop Action Wrestling (TNA) și Ring of Honor (ROH).